# Стиратель
«Стиратель» (англ. Eraser) — кинофильм, боевик режиссёра Чака Рассела. Слоган фильма: «He will erase your past to protect your future» («Он сотрёт ваше прошлое, чтобы защитить ваше будущее»). Мировая премьера состоялась 11 июня 1996 года.

## Сюжет
Джон Крюгер — федеральный маршал, лучший специалист из программы защиты свидетелей.
Шеф Беллер передаёт ему очередное дело: в ФБР обратилась сотрудница компании Сайрез (Cyrez) Ли Каллен. Она подозревает сотрудников компании в разглашении государственной тайны путём продажи новейших разработок — оружия нового поколения — в другие страны. Ей велено закачать информацию об этом оружии на диск, однако она на всякий случай делает копию для себя. Глава компании Уильям Донахью, узнав о том, что Ли связалась с федералами, совершает самоубийство (выстрелив себе в голову) у неё на глазах, а она сама вынуждена бежать. Но диск, переданный в ФБР, оказался в руках предателей, а это значит, что Ли могут убрать. 
Крюгер приезжает к ней домой, и ему едва удаётся спасти её, потому что происходит покушение с использованием той самой новой пушки. К тому же о диске и о Каллен знает помощник министра обороны Харпер. Со слов Ли, электромагнитную пушку создали тайно, при этом компания солгала правительству о том, что разработка успеха не имела. Джон увозит Ли в Нью-Йорк и прячет у своей знакомой свидетельницы Мэй Линг, а сам возвращается в Вашингтон.
Во время очередного задания он встречается с коллегой. Он сообщает о том, что в органах завёлся крот, который сливает информацию о свидетелях, и тех потом убивают. Они летят спасать свидетельницу Дегерина. Но выясняется, что это инсценировка: Дегерин оказался тем самым кротом. Он убивает свидетельницу, а Джону говорит о том, что в неё стреляли бандиты. Чуя неладное, Джон лжёт, что Ли в Атланте, однако в самолёте Роберт усыпляет его и узнаёт, что тот послал сигнал в Нью-Йорк. Попутно он забирает у Крюгера пистолет и из него расстреливает Монро (единственный чистый сотрудник спецслужб в самолёте). 
Ли, получив сообщение, едет в зоопарк. Туда же направляются люди Дегерина. Тем временем Джон, очнувшись, сумел покинуть самолёт, найти машину и поехать в зоопарк. Он едва успевает спасти Каллен. Прибывшему шефу Беллеру Дегерин говорит, что Крюгер — крот. Через некоторое время ему звонит Джон и говорит обратное. Он не знает, кому верить.
Поняв, что помощи не дождаться, он находит спасённого им когда-то свидетеля Джонни Кастелеони и с его помощью проникает в здание Сайрез, чтобы прочитать информацию на диске. Выясняется, что главный покупатель винтовки — русский мафиози Сергей Иванович Петровский. Через некоторое время их находят, и в перестрелке Дегерину удаётся похитить Каллен и улететь. С помощью друзей Джонни Крюгеру удаётся попасть в порт, устроить перестрелку и драку с Дегерином. Вскоре прибывает Беллер и обнаруживает прямое подтверждение слов Крюгера. Тяжело раненого Дегерина арестовывают.
Уже на суде Ли и Джон понимают, что Дегерин и Харпер могут откупиться. Они садятся в микроавтобус, и он взрывается. Дегерин в лимузине поздравляет Харпера и благодарит его за взрыв. Харпер в свою очередь уверен, что это дело рук Дегерина. И тут на переезде лимузин останавливается. Двери блокируются, а через мгновение звонит телефон. В трубке Дегерин слышит фразу: «Вас только что стёрли». Оказалось, что Джон сам подстроил взрыв, и теперь он сделал так, что лимузин уничтожает проезжавший мимо поезд.

## Производство
Съёмки фильма проходили в различных локациях, включая Нью-Йорк, Вашингтон и Калифорнию. Для создания спецэффектов использовались передовые технологии того времени, в частности, сцены с рельсотроном были созданы с использованием компьютерной графики и практических эффектов.

## Критика и влияние
Фильм получил смешанные отзывы критиков. Многие отмечали напряжённый сюжет и динамичные экшен-сцены, но критиковали сценарий за предсказуемость. На сайте Rotten Tomatoes фильм имеет рейтинг 38 % на основе рецензий критиков, но зрители оценили его значительно выше. Стиратель стал одним из успешных боевиков 90-х, закрепив за Арнольдом Шварценеггером статус звезды экшн-кино.

## В ролях
| Актёр                | Роль                                           |
| -------------------- | ---------------------------------------------- |
| Арнольд Шварценеггер | федеральный маршал США Джон Крюгер (Стиратель) |
| Ванесса Уильямс      | Ли Каллен                                      |
| Джеймс Каан          | федеральный маршал США Роберт Дегерин          |
| Энди Романо          | помощник министра обороны Дэниэл Харпер        |
| Джеймс Коберн        | начальник программы WITSEC Артур Беллер        |
| Роберт Пасторелли    | гангстер Джонни Кастелеони                     |
| Джеймс Кромвелл      | Уильям Донохью руководитель Cyrez              |
| Ник Чинланд          | агент ЦРУ Кальдерон                            |
| Майкл Пападжон       | агент ЦРУ Шиффер                               |
| Мелора Уолтерс       | Дарлин                                         |
| Патрик Килпатрик     | Джеймс Хаггерти                                |
| Джо Витерелли        | Тони кузен Джонни Кастелеони                   |
| Марк Ролстон         | Джей Скар                                      |

## Саундтрек
Певица Ванесса Уильямс записала заглавный трек «Where Do We Go from Here?», который стал успешен и поднялся до 71 позиции в главном чарте «Billboard Hot 100» и 5 строчки «Hot Adult Contemporary Tracks». В видеоклипе на песню были использованы фрагменты из фильма, а также специально снятые сцены с Ванессой и Шварценеггером.

## Выручка
Фильм превзошёл ожидания режиссёра Чака Рассела: бюджет фильма был $100 000 000. Выручка же в США составила $101 295 562, в других странах — $141 000 000, а общая — $242 295 562. Доход от продажи DVD только в США $ 46 032 666.

## Награды и номинации
| Год  | Премия               | Категория              | Фильм или сериал     | Результат |
| ---- | -------------------- | ---------------------- | -------------------- | --------- |
| 1996 | BMI Film & TV Awards | Лучший саундтрек       | Алан Сильвестри      | Победа    |
| 1996 | Оскар                | Лучший звуковой монтаж |                      | Номинация |
| 1996 | MTV Movie Awards     | Лучший экшн-эпизод     | Арнольд Шварценеггер | Номинация |

## Сиквел и адаптации
В 1996 году вышла одноименная новеллизация фильма написанная Робертом Тайном. Компьютерная FMV-игра Eraser - Turnabout была выпущена как продолжение сюжета фильма. Но в ее создании не принимали участие оригинальный костяк актеров из фильма.
В сентябре 2021 года было объявлено, что сиквел, который обновременно будет ребутом оригинального сюжета, с Домиником Шервудом в главной роли, находится в разработке. В фильме также снялись Джеки Лай, МакКинли Белчер III и Эдди Рамос. Съемки проходили тайно в середине 2021 года для выпуска Warner Bros. Home Entertainment. Премьера фильма «Стиратель: Возрождение» прошла в кинотеатрах в Германии 31 марта 2022 года, а в цифровых форматах, Blu-ray и DVD в Соединенных Штатах — 7 июня 2022 года. Осенью тогоже года он стал доступен для домашнего просмотра на сервисе HBO Max.